# Augustin Eugène Mariaux
Augustin Eugène Mariaux (5 janvier 1864 à Limoges - 1er juin 1944 à Paris) est un général français, gouverneur des Invalides et directeur du musée de l'Armée.

## Biographie et carrière militaire
- 5 juin 1864, naissance à Limoges de Augustin Eugène Mariaux, dit Eugène Mariaux[1].
- Il est élève au lycée Gay Lussac de Limoges et lauréat du concours général[2].
- En 1885, il sort 188e de la promotion 1883 de l'École polytechnique[3].
- En 1892, il épouse Odette Vigneron, dont il aura un fils, Jean. Odette meurt en 1895, victime de la tuberculose.
- Le 27 décembre 1899, il épouse en secondes noces Marguerite Alayrac, dont il aura six enfants.
- Du 29 août 1900 au 18 août 1901 : il est capitaine d'artillerie, commandant une batterie de canons de 75 au sein du corps expéditionnaire français de Chine pendant la révolte des Boxers.
- Le 7 septembre 1914, au début de la Première Guerre mondiale, il est nommé lieutenant-colonel au 52e régiment d'artillerie de campagne[4].
- En juin 1915, il apprend le décès de son fils Jean, aspirant au 20e régiment d'artillerie, mort au combat le 20 juin 1915 devant le Mont Saint-Éloi (Pas-de-Calais)[5].
- Le 11 août 1915, le lieutenant-colonel Mariaux est gazé et évacué. Il est soigné à l'hôpital de Bar-le-Duc avant de reprendre du service.
- Le 17 septembre 1917, il est nommé colonel au 17e régiment d'artillerie[6].
- Le soir du 3 octobre 1918, au cours d'un raid d'avions sur Fismes (Marne), le colonel Mariaux, commandant l'artillerie divisionnaire, est grièvement blessé par un éclat d'obus à la cuisse gauche et au flanc droit. Au moment de l'alerte, il disputait une partie de cartes avec deux de ses officiers. Comme on le relève, il leur sourit et murmure : « Excusez-moi, messieurs, d'interrompre la partie[7] ! » Quelques semaines plus tard, les médecins l'amputent de la jambe gauche.
- Du 14 janvier 1920 au 13 juillet 1921, il occupe le poste de commandant militaire de la Chambre des députés.
- Le 2 juillet 1921, il est promu général de brigade.
- Le 14 décembre 1923, le général Mariaux est nommé commandant puis gouverneur[8] de l'Institution nationale des Invalides et directeur du musée de l'Armée.
- Le 26 mai 1927, il reçoit à l'hôtel des Invalides Charles Lindbergh, cinq jours après la première traversée de l'Atlantique en avion. Lors de cette visite, l'aviateur américain est accompagné par l'ambassadeur des États-Unis Myron T. Herrick[9].
- Le 12 mai 1932, le général Mariaux est élevé à la dignité de grand croix de la Légion d'honneur[10].
- Le 23 février 1935, il remet la plaque de grand officier de la Légion d'honneur au professeur Charles Vaillant. En septembre 1941, c'est encore le général Mariaux qui remet au professeur Vaillant la grand croix de la Légion d'honneur [11].
- De 1939 jusqu'à sa mort, il assure la présidence de l'Association nationale des croix de guerre, fondée en 1919 par le vice-amiral Emile Guépratte.
- Le 12 juin 1940, à l'âge de 77 ans, il tente de soustraire aux troupes allemandes le plus précieux des collections du musée de l'Armée. Il organise l'évacuation de six caisses d'objets de collection et d'archives vers sa propriété de Haute-Vienne. Malheureusement, le convoi est pris dans des bombardements à Étampes et les caisses sont abandonnées par les chauffeurs. Les objets trouveront finalement refuge au musée de la Malmaison[12].
- En 1941, il fait revenir à l'hôtel des Invalides les pensionnaires qui avaient été évacués en juin 1940 vers un hôpital de Basse-Normandie. En 1942, un réseau de résistance s'installe aux Invalides et permet l'évasion de nombreux aviateurs alliés[13].
- Le 1er juin 1944, le général Mariaux meurt à Paris[14]. Il est enterré le 6 juin 1944 (le jour du débarquement allié en Normandie) dans la crypte des gouverneurs[15], sous l'église Saint-Louis des Invalides, en présence du cardinal Emmanuel Suhard archevêque de Paris.

Eugène Mariaux a été décoré de :
- Grand croix de la Légion d'honneur.
- Croix de guerre 1914-1918 avec palmes, trois citations[16].
- Commandeur de l'ordre de Léopold[17].

Pour avoir commandé pendant la 1re guerre mondiale deux régiments d'artillerie américaine, il est membre d'honneur de l'Association américaine d'anciens combattants Veterans of foreign wars.

## Compositeur, poète et chansonnier
Eugène Mariaux était musicien, compositeur, auteur de poésies et de chansons. Lorsqu'il était jeune officier, il se produisait dans le célèbre cabaret du Chat-Noir. Il entretenait des relations amicales avec Rodolphe Salis (le propriétaire du Chat-Noir), Maurice Donnay ou encore Alphonse Allais. Toute sa vie il est resté amateur de bons mots, de calembours et d'à-peu-près. Physiquement, il ressemblait à Georges Courteline et s'en amusait. Au poste prestigieux de gouverneur des Invalides, son goût pour la musique s'est traduit par l'installation d'un orgue dans la chapelle des Invalides et par l'organisation de nombreux concerts. Dans les années 1930, il donnait à Paris et en province des conférences sur trois musiciens français, Massenet, Saint-Saëns et Debussy, et participait à des émissions de radio.